# Meckel
Meckel là một municipality in the district of Bitburg-Prüm, in Rhineland-Palatinate, western Đức.